# Spivey, Kansas
Spivey, Kansas (енгл. Spivey) град је у америчкој савезној држави Канзас.

## Демографија
По попису из 2010. године број становника је 78, што је 2 (-2,5%) становника мање него 2000. године.
| Група             | 2000.      | 2010.      |
| Белци             | 76 (95,0%) | 65 (83,3%) |
| Афроамериканци    | 0 (0,0%)   | 0 (0,0%)   |
| Азијати           | 0 (0,0%)   | 0 (0,0%)   |
| Хиспаноамериканци | 4 (5,0%)   | 10 (12,8%) |
| Укупно            | 80         | 78         |